# Jilani Ben Othman
Pour les articles homonymes, voir Ben Othman.
Jilani Ben Othman, né en 1910 et décédé en 1966, est un coureur cycliste tunisien qui a eu une carrière fulgurante mais qui reste mal connue.
Les témoignages recueillis sur lui sont unanimes sur le fait qu'il était le cycliste le plus talentueux et le plus puissant de l'histoire du cyclisme en Tunisie. Mais la vérité et la légende s'y mêlent au point qu'il devient difficile de reconstituer son itinéraire. On raconte ainsi qu'il défiait les organisateurs des courses en portant l'emblème de l'identité nationale tunisienne et qu'il laissait ses adversaires le précéder de plus d'un quart d'heure pour revenir leur souffler la victoire.

Le journal Le Renouveau du 3 janvier 1989 lui rend un hommage en ces termes : 
« On ne peut évoquer l'histoire du cyclisme en Tunisie sans lui associer le nom de celui qui fut le plus grand coureur cycliste tunisien de tous les temps, celui avec qui on partait toujours perdant, le héros légendaire qui, portant en écusson l'emblème national, s'en allait gaiement se promener par routes et par pistes défiant les plus hardis de ses adversaires colons et les laissant pantois derrière lui. Cet homme, Jilani Ben Othman, auquel s'identifiait tout le monde du sport national et qui portait en lui tous les espoirs de prendre sa revanche sur les colons, s'est éteint un jour de 1966 dans l'indifférence générale. »

## Carrière
Jilani aurait été laitier au début de sa carrière professionnelle et utilisait sa bicyclette pour porter le lait à ses clients. Il commence par la suite à participer à des courses qu'organise l'Union vélocipède tunisienne (UVT), un organisme nationaliste qui refusait la tutelle de la Fédération française de cyclisme (FFC).
Il commence sa carrière cycliste le 28 mars 1932 en participant à la course des débutants à Dubosville qu'il remporte facilement mais sera dépossédé de son titre pour appartenance à l'UVT. Il récidive au prix Guenard réservé aux débutants et coureurs de quatrième catégorie. En 1933, il remporte les prix Favor et Juventus de Mégrine avant de s'imposer dès 1934 comme le meilleur coureur en Tunisie en accaparant la quasi-totalité des courses disputées et des titres des différentes spécialités (fond, vitesse et cyclo-cross).
La Seconde Guerre mondiale le condamne à l'inactivité mais il a quand même l'occasion d'étoffer son palmarès après la reprise des activités cyclistes en 1946. Il participe à la création d'En-Najah Sports (futur Club olympique des transports) puis des sections cyclistes du Stade tunisien et du Club africain et participe même à l'âge de 43 ans au Tour de Tunisie cycliste de 1953.
Après l'indépendance, il est désigné comme entraîneur de l'équipe nationale qui remporte le tour du Cham (Syrie-Liban) et celui de la Libye ainsi que le doublé (individuel et équipe) aux Jeux panarabes organisés à Beyrouth en 1957. Il continue à s'intéresser de près à son sport préféré et à participer aux courses pour vétérans jusqu'à son décès en 1966.

## Parcours

### Coureur
| - 1933 : La Fochevilloise - 1934 : Vélo Club de Tunis - 1935 : La Pédale - 1936-1938 : Jeunesse sportive d'Avant-garde - 1939 : Union vélocipède tunisienne | - 1946-1947 : En-Najah Sports - 1948-1949 : Club africain - 1952 : Stade tunisien - 1953 : Association sportive des travaux publics |

### Entraîneur
- Équipe nationale de Tunisie : 1956-1959
- Association sportive des PTT : 1960-1962

## Palmarès
- Champion de Tunisie (route) : 1937, 1938, 1939
- Champion de Tunisie (vitesse) : 1935, 1936, 1938, 1939, 1946, 1947
- Champion de Tunisie (cyclo-cross) : 1937, 1939, 1947
- Tour du Maroc : sixième et vainqueur d'une étape en 1938
- Tour du Maroc : cinquième et vainqueur d'une étape en 1939
- Vainqueur du concours de la piste à Bône : 1946